# Swartzia guatemalensis
Swartzia guatemalensis är en ärtväxtart som först beskrevs av John Donnell Smith, och fick sitt nu gällande namn av Henri François Pittier. Swartzia guatemalensis ingår i släktet Swartzia och familjen ärtväxter. IUCN kategoriserar arten globalt som livskraftig. Inga underarter finns listade i Catalogue of Life.